# Monika Rüegger
Pour les articles homonymes, voir Rüegger et Hurschler.
Monika Rüegger-Hurschler, née le 25 mars 1968 à Engelberg (originaire du même lieu) est une personnalité politique suisse, membre de l'Union démocratique du centre (UDC). Elle est députée du canton d'Obwald au Conseil national depuis décembre 2019.

## Biographie
Monika Rüegger naît Monika Hurschler le 25 mars 1968 à Engelberg, dont elle également originaire. Elle grandit dans la ferme familiale, dans une fratrie de cinq enfants.
Elle est titulaire d'un diplôme fédéral de planificatrice de constructions en métal.
Elle est mariée à Sandro Rüegger et mère de quatre enfants. Elle habite Engelberg.

## Parcours politique
Elle est députée de la commune d'Engelberg au Conseil cantonal d'Obwald du 1er juillet 2010 à mai 2020,.
Elle est présidente de la section obwaldienne de l'UDC de 2016 à 2023.
Elle est élue au Conseil national en 2019, devançant avec 5 412 voix le candidat du PDC Peter Krummenacher de 87 voix et parvenant ainsi à récupérer le siège qu'avait perdu l'UDC huit ans plus tôt. Elle est la première femme à représenter le canton au Parlement fédéral. Elle siège à la Commission de l'environnement, de l'aménagement du territoire et de l'énergie (CEATE).

### Positionnement politique
Selon ses dires, elle adhère à l'UDC parce que ce parti propose une politique pragmatique, mesurée et terre-à-terre, ne veut pas d'un État hypertrophié et promeut la responsabilité individuelle, soit ce que défendait le PDC local par le passé.
Elle s'est opposée dans son canton à un projet visant à obliger les communes à proposer des offres de garde extra-familiale tout lançant dans sa commune une initiative visant à en baisser les tarifs.
En 2021, elle fait partie du comité référendaire opposé au mariage entre personnes de même sexe.